# Portugals president

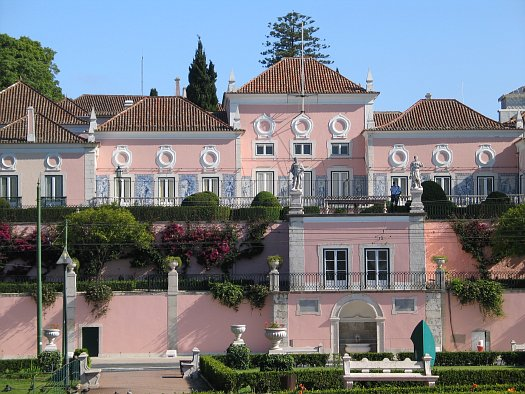
Palácio Nacional de Belém
Presidentens residens

Portugals president (portugisiska: Presidente da República Portuguesa) är landets statschef.
Portugal blev en republik i oktober 1910 då den tidigare monarkin störtades.
 Dagens presidentämbete fastslås i Portugals grundlag från 1976, som bygger på semipresidentialism och ger presidenten en del realpolitiska befogenheter.
Bland dessa befogenheter ingår att utse och entlediga premiärministern (utifrån det parlamentariska läget), att upplösa parlamentet och utlysa nyval (vilket görs sällan, efter den sedvänja som uppstått), samt att lägga ett temporärt veto på ett beslut som fattats av parlamentet (vilket kan upphävas genom att nytt likalydande beslut fattas, fast med kvalificerad majoritet).
Marcelo Rebelo de Sousa är Portugals president sedan den 9 mars 2016.

## Presidenter från 1910
Portugal har haft 20 presidenter sedan revolutionen den 5 oktober 1910 då det republikanska statsskicket installerades. Listan omfattar inte bara personer som har svurits in som Portugals president, utan också dem som ”de facto” tjänstgjort som statschefer efter 1910. Detta är fallet för Teófilo Braga som var president för den provisoriska regeringen efter den republikanska statskuppen. Inte heller Sidónio Pais, Mendes Cabeçadas, Gomes da Costa, likaså Canto e Castro och Óscar Carmona avlade under sina första månader någon ämbetsed som republikens president, utan var vanligtvis premiärminister, men förenade de facto dennes funktion med den för en statschef.
| Nr | Bild | Namn                                                  | Tillträdde | Avgick     | Parti                  |
| -- | ---- | ----------------------------------------------------- | ---------- | ---------- | ---------------------- |
| 00 |      | Joaquim Teófilo Fernandes Braga                       | 1910-10-05 | 1911-08-24 | Republikan             |
| 01 |      | Manuel José de Arriaga Brum da Silveira e Peyrelongue | 1911-08-24 | 1915-05-25 | Republikan             |
| 02 |      | Joaquim Teófilo Fernandes Braga                       | 1915-05-29 | 1915-08-05 | Demokrat               |
| 03 |      | Bernardino Luís Machado Guimarães                     | 1915-08-06 | 1917-12-05 | Demokrat               |
| 04 |      | Sidónio Bernardino Cardoso da Silva Pais              | 1918-04-28 | 1918-12-28 | Nationalrepublikan     |
| 05 |      | João do Canto e Castro da Silva Antunes               | 1918-12-14 | 1919-10-05 | Nationalrepublikan     |
| 06 |      | António José de Almeida                               | 1919-10-05 | 1923-10-05 | Framstegsrepublikan    |
| 07 |      | Manuel Teixeira Gomes                                 | 1923-10-06 | 1925-12-11 | Demokrat               |
| 08 |      | Bernardino Luís Machado Guimarães                     | 1925-12-11 | 1926-05-31 | Demokrat               |
| 09 |      | José Mendes Cabeçadas Júnior                          | 1926-05-31 | 1926-06-17 | Militär                |
| 10 |      | Manuel de Oliveira Gomes da Costa                     | 1926-06-17 | 1926-07-09 | Militär                |
| 11 |      | António Óscar Fragoso Carmona                         | 1926-07-09 | 1951-04-18 | Militär                |
| 00 |      | António de Oliveira Salazar                           | 1951-04-18 | 1951-07-21 | União Nacional         |
| 12 |      | Francisco Higino Craveiro Lopes                       | 1951-07-21 | 1958-08-09 | União Nacional Militär |
| 13 |      | Américo de Deus Rodrigues Tomás                       | 1958-08-09 | 1974-04-25 | União Nacional Militär |
| 14 |      | António Sebastião Ribeiro de Spínola                  | 1974-04-25 | 1974-09-30 | Militär                |
| 15 |      | Francisco da Costa Gomes                              | 1974-09-30 | 1976-07-13 | Militär                |
| 16 |      | António dos Santos Ramalho Eanes                      | 1976-07-14 | 1986-03-09 | Militär (sedan PRD)    |
| 17 |      | Mário Alberto Nobre Lopes Soares                      | 1986-03-09 | 1996-03-09 | Socialist              |
| 18 |      | Jorge Fernando Branco de Sampaio                      | 1996-03-09 | 2006-03-09 | Socialist              |
| 19 |      | Aníbal António Cavaco Silva                           | 2006-03-09 | 2016-03-09 | Socialdemokrat         |
| 20 |      | Marcelo Rebelo de Sousa                               | 2016-03-09 |            | Socialdemokrat         |